# Gukanshō

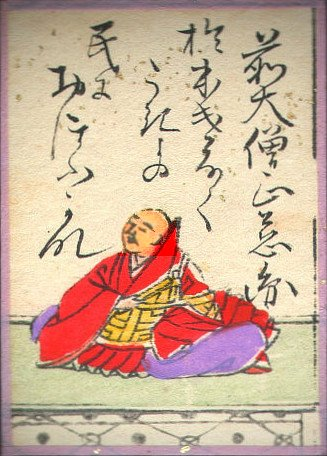
Jien, autor del Gukanshō.

El Gukanshō (愚管抄, literalment “Notes budistes d'un ximple”) és una obra literària i històrica que ressenya la història del Japó. Consta de set volums i va ser escrit pel monjo budista Jien, de la secta Tendai, al voltant de l'any 1220.
La principal inspiració en la compilació del llibre va consistir en la disputa política entre el govern imperial i el shogunat.

## Contingut
El text està compost de tres grans seccions:
1. Els volums 1 i 2 consisteixen una crònica imperial que comença amb el'Emperador Jinmu i conclou amb l'Emperador Juntoku.

1. Els volums 3 al 6 presenten una descripció històrica enfocada en la transició de les coses.
2. El volum 7 ofereix un sumari de l'estat de les coses.

L'obra va ser aplicada amb diversos principis budistes com el mappō al procés de desenvolupament d'una crònica de persones i esdeveniments. Fou també conscient l'autor en l'aplicació de principis budistes en l'anàlisi de la història japonesa. Això no obstant, Jien no pogué separar-se completament de la seua posició com fill i germà dels oficials del clan Fujiwara.

### En anglès
- Brown, Delmer e Ichiro Ishida, eds. (1979). Gukanshō; "The Future and the Past: a translation and study of the 'Gukanshō,' an interpretive history of Japan written in 1219" translated from the Japanese and edited by Delmer M. Brown & Ichirō Ishida. Berkeley: University of California Press. ISBN 0-520-03460-0
- Brownlee, John S. (1991). Political Thought in Japanese Historical Writing: From Kojiki (712) to Tokushi Yoron (1712). Waterloo, Ontario: Wilfred Laurier University Press. ISBN 0-889-20997-9

### En japonès
- Okami, Masao i Toshihide Akamatsu. (1967). [Jien, c. 1220] Gukanshō. Tokio: Iwanami Shoten. ISBN 4-0006-0086-9